# Тысячная книга
Тысячная книга (Тысяцкая книга) — содержит в себе текст указа Ивана IV Васильевича Грозного (октябрь 1550) об «испомещении» «лучших слуг», а также поимённый список этих лиц с указанием размеров земли, полученной каждым из «тысячников».
Правительство Ивана Грозного предприняло попытку (1550) удовлетворить земельные проблемы дворянства, путём пересмотра системы вотчинного землевладения. Был составлен проект «испомещения», так называемой «избранной тысячи» (октябрь 1550). Свыше 1000 служилых людей, не имевших земельных владений вблизи Москвы, должны были получить поместья из оброчных и дворцовых земель на расстоянии 60-70 вёрст от столицы, в дополнение к их основным владениям. Проживая в ближних сёлах и деревнях, вокруг Москвы, наиболее преданные Ивану IV Васильевичу дворяне могли в кратчайший срок явиться к нему. Всего предполагалось раздать 177 тысяч десятин земли с несколькими тысячами крестьянских дворов. С учётом сенокосов и других угодий это составляло 225—250 тысяч десятин. В соответствии с указом, была составлена Тысячная книга, содержащая список тысячи избранных дворян. Её появление ознаменовало начало нового этапа в формировании высшей сословной группы, господствовавшей в России — московского дворянства.

## Издания и рецензии Тысячных книг
Тысячная книга была впервые опубликована (1789) и затем неоднократно издавалась в XIX—XX веках. Обзор этих изданий расположен в предисловии к книге изданной А. А. Зиминым. Лучшим из дореволюционных изданий Тысячной книги является издание историков Н. П. Лихачёва и Н. В. Мятлева, основная ценность этого издания состоит в том, что к нему приложен алфавитный список тысячников с указанием важнейших данных об их происхождении и служебной деятельности до и после (1550), составленных Н. В. Мятлевым на основе многочисленных изданных и архивных материалов. Однако, как отмечает А. А. Зимин, издание самого текста исторического памятника Н. П. Лихачёвым и Н. В. Мятлевым не вполне научно и в настоящее время удовлетворять исследователей уже не может. Основной недостаток издания вызван тем, что издатели не столько стремились дать научную публикацию исторического текста, сколько преследовали цели дворянской генеалогии, не положили в основу публикации какого-либо одного текста памятника, а дали сводный текст, смешав воедино различные редакции книг.
Данные недостатки побудили А. А. Зимина опубликовать памятник в новом издании, при подготовке которого он стремился избежать недостатков, присущих прежним изданиям Тысячной книги. Новое издание построено на основе всех известных в настоящее время изводов Тысячной книги, причём изыскания А. А. Зимина позволили ему увеличить количество списков Тысячной книги с 8 до 14. В основу труда положен древнейший список Тысячной книги: Олонецкий (первая половина XVII века), а остальные списки использовались в примечаниях. Такой состав издания позволяет исследователям с максимальной полнотой пользоваться данными всех, без исключения, списков. Подробное археографическое введение А. А. Зимина с описанием рукописей, из которых извлечены списки Тысячной книги, позволяет выяснить происхождение списков, что очень важно для оценки того или иного списка.
Большое значение изданию придаёт, то что, кроме Тысячной книги в него включён ещё один важный документ: Дворовая тетрадь.

## Актуальность
Изучение состава «тысячников» даёт возможность установить, по какому принципу отбирались лица, вошедшие в состав «лучших слуг». Изучение деятельности «тысячников» позволяет выявить их огромную роль в политической деятельности Русского государства в связи с тем, что они поставляли основные кадры для комплектования командного состава армии, для замещения высших правительственных должностей и т.д. Особенно велико значение Тысячной книги для изучения вопроса о Земских соборах XVI века, в частности для изучения собора (1566), на котором, как показал историк Василий Осипович Ключевский, среди представителей служилых людей и помещиков, центральное место принадлежало «тысячникам» или их детям.
Не меньший интерес, как источник для изучения вопроса о составе опричного войска, установления того, какое место среди опричников занимали бывшие «тысячники». Так же, Тысячная книга является первым генеалогическим источником дворянских родов России и выезжающих лиц.